# 와이즈캠프
와이즈캠프(WISECAMP)는 2000년 2월에 설립된 대한민국 최초 초등 온라인 학습 제공 업체이다.
업계 최초 초등 전과목 스토리텔링 학습을 시작하였고, 사이처(담임교사) 서비스를 통한 개인별 학습 관리 시스템을 도입하였다.
기본 교과학습 외 1:1 서술형 첨삭, 논술, 한자 특강 등 특별 학습 서비스와 비상의 월간 문제집 

## 연혁
- 2000년 2월 : 와이즈캠프닷컴(주) 설립
- 2001년 3월 : 온라인학습 서비스 개시
- 2001년 1월 : 한국 교육 학슬정보원의 우수 인증 획득
- 2002년 2월 : 네이버 학습 컨텐츠 제공 및 공조 제휴
- 2004년 4월 : 정보통신부 주관 디지털콘텐츠 대상 수상
- 2005년 12월 : 올해의 인터넷 기업상 수상
- 2006년 9월  : 한국 이러닝 산업협회 주관 '이러닝 기업' 등록
- 2007년 12월 : 이러닝 컨테스트 컨텐츠 부문 최우수상 수상
- 2007년 12월 : 대한민국 교육 산업 경영인 대상
- 2010년 1월 : ‘도란도란 한국사’ 애니메이션 학습 오픈
- 2010년 3월 : LG U+ 제휴, 교사용 학습 컨텐츠 공급
- 2011년 4월 : 동아일보 학동이 컨텐츠 제공
- 2012년 7월 : ‘비상교육’ 사업제휴 협약
- 2012년 12월 : 어린이 전자도서관 ‘북토비’ 학습컨텐츠 공급
- 2013년 3월 : 교과서 받아쓰기앱 출시
- 2013년 5월 : ‘통큰 세계사’ 애니메이션 학습 오픈
- 2013년 8월 : 스피드연산게임앱 출시
- 2013년 12월 : 스피드연산게임앱 스마트앱어워드 우수상 수상
- 2014년 3월 : KT olleh IPTV 한국사/세계사 콘텐츠 공급계약
- 2014년 4월 : ‘너구리연구소’ 사회과학 요점앱 출시
- 2014년 4월 : 공부습관 연구소 론칭
- 2014년 5월 : 메가스터디 초등 컨텐츠 제휴 ‘마스터잉글리쉬’
- 2014년 6월 : 메가스터디 연합 초등 공부비법 설명회 개최
- 2014년 8월 : 스마트러닝 ‘너구리연구소’ 출범
- 2014년 12월 : 인문학캠프 프리미엄 학습 오픈(한국지리, 세계지리)
- 2015년 1월 : 심화학습 교재 와플Ⅱ 발간
- 2015년 1월 : 전범위 학습 서비스 오픈
- 2015년 2월 : 학부모알리미앱 출시
- 2015년 5월 : 경남 서민자녀 교육지원 바우처 사업 참여
- 2016년 4월 : 경남 서민자녀 교육지원 바우처 사업 참여
- 2016년 4월 : Btv 한국사 삼국지 세계사 콘텐츠 공급 계약
- 2016년 4월 : 케이블VOD 한국사 삼국지 세계사 콘텐츠 공급 계약
- 2016년 5월 : 클래스팅 러닝카드 콘텐츠 공급 계약
- 2016년 11월 : 애니쿤앱 스마트앱어워드 대상 수상
- 2016년 11월 : 사회과학요점앱 스마트앱어워드 최우수상 수상
- 2016년 12월 : 이대성대표 대한민국을 빛낸 한국인물대상 수상
- 2017년 4월 : 경남 서민자녀 교육지원 바우처 사업 참여
- 2017년 7월 : (주)비상교육과 인수 합병 계약 체결
- 2018년 12월 : 데스크톱 서비스 종료, 태블릿 전용 기기 학습 서비스 시작
- 2019년 6월: M형 학습기 종료, A형 학습기 서비스 시작
- 2019년:개뼈노트 오픈
- 2020년 2월: 대유형 판다 오픈
- 2020년 4월: 두두 잉글리쉬 오픈
- 2020년 9월: 왘튜브 오픈
- 2020년 9월: 왘커뮤니티 생각나눔 오픈
- 2020년 9월: 판다수학 오픈
- 2020년 9월: 와캠 개뼈챌린지 시즌2 이벤트
- 2021년 2월: 와캠 개뼈챌린지 시즌3 이벤트
- 2021년 3월: 와캠백과 오픈
- 2022 1~2월 용뼈한자 오픈

## 교육철학
학생 스스로 공부하게 하고 공부한 만큼 성취하게 한다!
매일 규칙적인 학습과 담임 선생님의 동기부여 코칭을 통해 올바른 공부습관을 형성하고
공부한 만큼 성취의 기쁨을 느낄 수 있도록 도와주는 역할을 하자는 것이 와이즈캠프의 교육 철학이다.

## 학습 서비스
- 교과학습 :  학교에서 배우는 기본 교과 학습 서비스 제공
- 시험대비 학습 : 단평/수시/서술형/학력평가 등 다양한 시험대비 강좌 제공
- 스마트 브레인 : 스피드 사칙연산, 교과서 받아쓰기, 스마트 한자교실 등 다양한 두뇌계발 학습 게임 서비스 제공
- 퍼펙트 특강 : 전과목 심화학습을 위한 특강 제공, 논술/수학/영어/통합/사회/과학 특강 제공
- 서술형 첨삭 : 전문 선생님이 채점, 1:1 피드백이 가능한 서술형 첨삭 학습 제공
- 프리미엄 학습 : 초등 인문교양 애니메이션으로 지리/역사/코딩교육에 대한 배경지식 함양 제공

- 개뼈노트, 말뼈사전, 글뼈도서관 :각종 단원에 대한 중요한 낱말이나 중요 내용 제공

## 선생님관리
- 화상 수업(사이버클래스) : 온라인 상에서 담임선생님과 같은 학년 친구들이 만나 즐겁게 학습 하는 사이버 클래서 서비스 제공
- 숙제도우미 : 모르는 문제를 질문하면 전문 선생님이 꼼꼼하게 답변

## 주의사항
구글 크롬, 모질라 파이어폭스 등으로 들어가면 일부 서비스를 이용할 수 없으므로 반드시 인터넷 익스플로러를 사용하여야 한다.